# Lotyšský lat
Lotyšský lat (v lotyštině zní 1. pád lats, v množném čísle lati) byl zákonným platidlem Lotyšska. Jeho ISO 4217 kód byl LVL. Jedna setina latu se nazývala „santīms“ (množné číslo santīmi). 1. ledna 2014 byl lotyšský lat nahrazen eurem.

## Historie
Lat byl v Lotyšsku používán mezi lety 1922 a 1940, kdy bylo Lotyšsko nezávislým státem. V roce 1940 se stalo součástí Sovětského svazu a na lotyšském území se začala používat měna SSSR – rubl. Po získání nezávislosti obnovilo v roce 1993 svou národní měnu a vrátilo se zpět k latu.
Lotyšsko vstoupilo 1. května 2004 spolu s dalšími devíti zeměmi do Evropské unie. Jedním ze závazků vyplývajících z přistoupení k EU bylo, že vstupující stát, až splní všechny podmínky, zavede místo své národní měny společnou evropskou měnu euro. Lotyšská měna byla od 2. května 2005 do 31. prosince 2013 zapojena do ERM II, což je předstupeň pro zavedení eura. Pevný směnný kurs mezi latem a eurem byl stanoven na 0.702804 LVL = 1 EUR. Tento kurs se směl pohybovat v rozmezí ±15%.

## Mince a bankovky
- Mince měly nominální hodnoty 1, 2, 5, 10, 20, 50 santīmi, 1 lat a 2 laty.
- Bankovky byly tisknuty v nominálních hodnotách 5, 10, 20, 50, 100 a 500 latů.

| hodnota          | váha   | vyobrazení |
| ---------------- | ------ | ---------- |
| 1 santim         | 1,6 g  |            |
| 2 santimy        | 1,9 g  |            |
| 5 santimů        | 2,5 g  |            |
| 10 santimů       | 3,25 g |            |
| 20 santimů       | 4,0 g  |            |
| 50 santimů       | 3,5 g  |            |
| 1 lat            | 4,8 g  |            |
| 2 laty           | 6,0 g  |            |
| 2 laty (bimetal) | 9,5 g  |            |

| vyobrazení bankovek latu | vyobrazení bankovek latu | vyobrazení bankovek latu | vyobrazení bankovek latu | vyobrazení bankovek latu | vyobrazení bankovek latu |
| Vyobrazení               | Vyobrazení               | Hodnota                  | Barva                    | Barva                    |                          |
| Líc                      | Rub                      | Hodnota                  | Barva                    | Barva                    |                          |
| ------------------------ | ------------------------ | ------------------------ | ------------------------ | ------------------------ | ------------------------ |
|                          |                          | 5 latů                   |                          | zelená                   |                          |
|                          |                          | 10 latů                  |                          | fialová                  |                          |
|                          |                          | 20 latů                  |                          | hnědá                    |                          |
|                          |                          | 50 latů                  |                          | modrá                    |                          |
|                          |                          | 100 latů                 |                          | červená                  |                          |
|                          |                          | 500 latů                 |                          | šedá                     |                          |

## Zajímavost
Barvy bankovek lotyšských latů jsou zvěčněny v interiéru nové budovy Lotyšské národní knihovny, využívá je vizuální i funkční systém knihovny. Jednotlivá patra mají barvu odpovídající barvám bankovek.